# Malý Belt
Malý Belt (dánsky Lillebælt) je západní z Dánských úžin, které spojují Baltské moře a průliv Kattegat. Nachází se mezi ostrovy Fyn a Ærø na východě a ostrovem Als a Jutským poloostrovem na západě.

## Číselné údaje
Je 130 km dlouhý a minimálně 0,6 km široký. Hloubka v jižní části je 25 až 35 m a v severní části 10 až 15 m. Zamrzá v tuhých zimách.

## Ostrovy
V průlivu se nachází ostrov Als a menší ostrovy Fænø, Brandsø, Bågø, Årø a Barsø.

## Doprava
Přes průliv vedou dva mosty: železniční most, po kterém vede mezinárodní trať Hamburk – Kodaň – Stockholm (Den gamle lillebæltsbro z roku 1935) a silniční most (Den nye lillebæltsbro z roku 1970).